# Show 'em How
Show 'em How es el sexto álbum de estudio de la banda estadounidense de heavy metal Pentagram, fue publicado en 2004 por Black Widow Records. Éste es el único álbum en donde no hace acto de presencia ningún miembro de la formación Death Row, en su lugar son los integrantes de la banda de doom metal Internal Void quienes, junto con Bobby Liebling por supuesto, se encargaron de grabar el álbum, compuesto en su mayoría por canciones pertenecientes a la década de los 70 escritos por la banda con su formación original, excepto los temas "Elektra Glide", "Prayer for an Exit Before the Dead End" y "City Romance", escritos por el guitarrista Kelly Carmichael junto a Bobby Liebling.

## Lista de canciones
1. "Wheel of Fortune" (Liebling/O'Keefe) - 3:47
2. "Elektra Glide" (Carmichael/Liebling) - 3:30
3. "Starlady" (Liebling/Palmer) - 5:23
4. "Catwalk" (Liebling) - 3:48
5. "Prayer for an Exit Before the Dead End" (Carmichael/Liebling) - 5:50
6. "Goddess" (Liebling) - 3:07
7. "City Romance" (Carmichael/Liebling) - 4:36
8. "If the Winds Would Change" (Liebling) - 4:42
9. "Show 'em How" (Liebling) - 5:06
10. "Last Days Here" (O'Keefe/Liebling) - 5:11

## Créditos
- Bobby Liebling - voz
- Kelly Carmichael - guitarra
- Adam Heinzmann - bajo
- Mike Smail - batería

- Datos: Q6127192